# Rudolf Brachthäuser
Rudolf Brachthäuser (* 19. Oktober 1921 in Hammerhütte, Siegen; † 28. November 2016 ebenda) war ein deutscher Fußballspieler.

## Karriere
Brachthäuser spielte bereits 1932 in der Knabenmannschaft der Sportfreunde Siegen. Seine Vereinsmitgliedschaft bestand seit dem 1. April 1932 bis zu seinem Tode. Im Alter von 17 Jahren wurde er erstmals in die Seniorenmannschaft befördert. Im Zweiten Weltkrieg war er als Soldat 1943 in Österreich stationiert. Zu dieser Zeit spielte er neun Monate lang für Austria Wien.
Im Frühjahr 1945 wurde er in den letzten Kriegstagen schwer verwundet. Dabei verlor er sein rechtes Bein, womit seine sportliche Karriere beendet war. Später wirkte er bei seinem Heimatverein Sportfreunde Siegen in verschiedenen Ehrenämtern. Von 1946 bis 1949, von 1957 bis 1959 und erneut von 1967 bis 1972 gehörte er dort dem Spielausschuss an. Später übernahm er den Vorsitz des Ehrenrates.
Bis 1992 war der auch als Jugendleiter der Sportfreunde Siegen tätige Brachthäuser Beisitzer in der Verbands-Jugend-Spruchkammer des Fußball- und Leichtathletik-Verbandes Westfalen (FLVW). Der Träger der Verdienstnadel des Deutschen Fußball-Bundes (DFB) lebte zuletzt in einem Seniorenzentrum am Siegener Rosterberg.